# Sapore d'estate (singolo)
Sapore d'estate è un singolo del rapper italiano Moreno, pubblicato il 26 luglio 2013 come secondo estratto dal primo album in studio Stecca.

## Descrizione
Il testo rievoca la famosa canzone di Gino Paoli Sapore di sale. Oltre alla canzone di Paoli, vengono fatte altre varie citazioni come Umbrella, Valeria Marini e tante altre.

## Video musicale
Il video, diretto da Marco Salom, è stato pubblicato il 30 luglio 2013 attraverso il canale YouTube del rapper.

## Classifiche
| Classifica (2013) | Posizione massima |
| ----------------- | ----------------- |
| Italia            | 17                |